# Chunk! No, Captain Chunk!
Chunk! No, Captain Chunk! is een Franse posthardcoreband afkomstig uit Parijs.

## Biografie
De band werd in 2007 opgericht door Paul Cordebard, Bertrand Poncet, Jonathan Donnaes en Vincent Dahmer. Vincent verliet de band kort hierna, waarna Éric Poncet en Mathias Rigal aan de formatie werden toegevoegd. De naam van de band is geïnspireerd op een scene uit de actiefilm The Goonies en werd door Poncet als fijne referentie naar hun kindertijd omschreven. Aanvankelijk had de band het lastig, naar eigen zeggen omdat er in Frankrijk 'absoluut geen rock scene' is. Daarom richtte de band zich op andere continenten, Azië en vooral Noord-Amerika. Op 1 november 2010 volgde dan hun zelf geproduceerde debuutalbum Something for Nothing.
Dat album werd op 19 juli 2011 opnieuw uitgebracht nadat de band een contract had getekend bij Fearless Records. Dat najaar toerde de band als voorprogramma van Miss May I door Europa, waarna ze het jaar afsloten met de Fearless Friends Tour door de Verenigde Staten naast bands als  Blessthefall, The Word Alive en Motionless in White. In 2012 toerde de band veelvuldig door de Verenigde Staten, waarbij ze achtereenvolgens het voorprogramma verzorgden voor Attack Attack!, Chelsea Grin en Woe, Is Me. Ook was de band te zien tijdens de Warped Tour.
Begin 2013 werkte de band met producer Joey Sturgis aan een tweede album. Daarna toerde de band in het voorprogramma van de Right Back At It Again toer, waar ze het podium deelden met A Day to Remember en Of Mice & Men. Om bij deze toer aanwezig te kunnen zijn moesten ze wel hun reeds geplande Pardon My French Tour verplaatsen, waarvan zij het hoofdprogramma zouden zijn. Op 30 april kwam dan ook hun tweede album Pardon My French uit. Later dat jaar toerden ze nog in het voorprogramma van We Came as Romans en Silverstein. Ook gaf de band enkele shows in Japan.
Op 4 augustus 2014 kondigde Jonathan Donnaes aan dat hij de band zou verlaten. Hij kondigde aan dat een van zijn beste vrienden, Bastien Lafaye, hem zou vervangen als drummer. Op 19 mei 2015 bracht de band haar derde album, Get Lost, Find Yourself, uit.
Na de Warped Tour van 2016 kondigde de band een onderbreking aan, de hoop uitsprekend in 2019 weer terug te komen met nieuwe muziek. Op 25 december 2019 kondigde de band inderdaad een nieuwe festival-datum aan voor 2020.

## Bezetting
| Huidige leden - Bertrand "Bert" Poncet – leidende vocalen, keyboard (2007–2016) - Éric Poncet – leidende gitaar, achtergrondvocalen (2007–2016) - Paul "Wilson" Cordebard – slaggitaar, achtergrondvocalen (2007–2016) - Mathias Rigal – bas (2007–2016) - Bastien Lafaye – drums, percussie (2014–2016) | Voormalige leden - Jonathan Donnaes – drums, percussie (2007–2014) - Vincent Dahmer – bas (2007) |

Tijdlijn

## Discografie
Studioalbums
- 2010: Something for Nothing
- 2013: Pardon My French
- 2015: Get Lost, Find Yourself

Ep's
- 2008: Chunk! No Captain, Chunk!